# Żmujdki
Żmujdki (lit. Žemaitkiemis) – miasteczko na Litwie w okręgu wileńskim w rejonie Wiłkomierz, położone ok. 17 km na północny wschód od Wiłkomierza, przy drodze Widziszki-Owanta. Siedziba starostwa Żmujdki. Znajduje się tu m.in. poczta, kościół pw. św. Stanisława, szkoła i ruiny dwory w sąsiedniej wsi o tej samej nazwie. W pobliżu Żmujdek w 1933 zaobserwowano spadające meteoryty.